# Anthony A. C. Rogers
Anthony Astley Cooper Rogers (* 14. Februar 1821 in Clarksville, Tennessee; † 27. Juli 1899 in Los Angeles, Kalifornien) war ein US-amerikanischer Politiker. Zwischen 1869 und 1871 vertrat er den zweiten Wahlbezirk des Bundesstaates Arkansas im US-Repräsentantenhaus.

## Werdegang
Anthony Rogers genoss nur eine eingeschränkte Schulausbildung und wurde danach im Handel tätig. Im Jahr 1854 zog er nach Arkansas. Politisch wurde er Mitglied der Demokratischen Partei. Im Vorfeld des Bürgerkrieges war er gegen den Austritt seines Staates aus der Union und sprach sich auch auf der entsprechenden Versammlung in diesem Sinne aus. Aufgrund seiner loyalen Haltung gegenüber der Union wurde er verhaftet und inhaftiert. Nur mit Hilfe einer Kaution konnte er einer Anklage wegen Hochverrats entgehen.
Nach der Einnahme des Staates Arkansas durch Truppen der Union wurde Rogers in das US-Repräsentantenhaus in Washington gewählt. Dort wurde ihm aber ein Sitz verweigert, weil der Staat Arkansas noch nicht wieder in die Union aufgenommen worden war. Im Jahr 1864 zog er nach Chicago, wo er im Immobiliengeschäft arbeitete. Im Jahr 1868 kehrte er nach Arkansas zurück, das in diesem Jahr wieder in die Union aufgenommen worden war.
1868 wurde Rogers im zweiten Distrikt von Arkansas in das US-Repräsentantenhaus gewählt, wo er am 4. März 1869 den Republikaner James T. Elliott ablöste. Da er bei den nächsten Kongresswahlen im Jahr 1870 dem Republikaner Oliver P. Snyder unterlag, konnte er bis zum 3. März 1871 nur eine Legislaturperiode im Kongress absolvieren. Nach seiner Zeit im Kongress war Rogers zwischen 1881 und 1885 Posthalter in Pine Bluff. Ansonsten war er weiter im Handel tätig. Im Jahr 1888 zog er nach Los Angeles, wo er seinen Lebensabend verbrachte. Dort ist er im Juli 1899 auch verstorben.